# ویتی‌کاهو
ویتی‌کاهو (به لاتین: Whitikahu) یک منطقهٔ مسکونی در نیوزیلند است که در Waikato District واقع شده‌است.